# Herning
Herning je grad u Danskoj, u regiji Središnji Jylland (dan. Midtjylland). Glavni je grad općine Herning. Herning ima 46 873 stanovnika, što ga čini 11. najnaseljenijim urbanim područjem u Danskoj, računajući predgrađa Tjørring, Snejbjerg, Lind, Birk, Hammerum i Gjellerup.

## Povijest
Herning se prvi put spominje 1579. godine, no imao je status sela sve do oko 1800. godine. U to je vrijeme naglo rastao broj stanovnika, pa su se tu ljudi naseljavali zbog povoljnog položaja za razvoj poljoprivrede, kakav je i u većini Danske. Herning je zahvaljujući tome postao trgovačko središte područja u kojem se nalazi. Nakon nekog vremena, Herning je postao poznat po svojoj tekstilnoj industriji. Ta se industrija iz Herninga prenijela i izvan Herninga, tako da i okrug Herninga također ima razvijenu tekstilnu industriju. To je nekoć bila glavna ekonomska aktivnost Herninga, dok danas ima mnogo zastupljenih i razvijenih industrija. Herning je postao trgovačkim gradom 1913. godine, što mu je službeno dalo status grada. Dva puta je bio nagrađen nagradom najboljeg danskog grada u godini: 1965. i 2003.

## Zemljopis
Herning se nalazi u središtu poluotoka Jyllanda, u unutrašnjosti Danske. Prostire se na nadmorskoj visini od 40 do 55 metara. Nalazi se u sjevernom umjerenom pojasu. Reljef je nizinski. Na klimu Herninga utječe i Golfska struja, koja stiže sa zapada. Herning nije na obali mora, a u blizini grada nema ni rijeke, već se građani koriste jezercima blizu Herninga, što za vodoopskrbu, što za turizam. 

## Šport

### Nogomet
FC Midtjylland je nogometni klub koji igra u 1. danskoj ligi. Nastao je spajanjem dvaju klubova: Herning Fremad i Ikast FS.

### Hokej
Herning Blue Fox je profesionalni hokejaški klub koji igra prvoj danskoj hokejaškoj ligi. Vrlo je uspješan: osvojio je dansku ligu 16 puta.

### Biciklizam
Velika nagrada Herninga je profesionalna biciklistička utrka koja se svake godine održava u Herningu. 2012. je godine utrka Giro d'Italia započela u Herningu. Također, Bjarne Riis, jedini Danac koji je osvojio Tour de France, rođen je u Herningu. 

### Stolni tenis
Europsko prvenstvo u stolnom tenisu se 2012. godine održalo u Herningu.

## Prijevoz
Oko Herninga se nalazi mnogo autocesti:
- Od Sindinga do Sundsveja
- Od Sundsveja do Høgilda
- Od Høgild do Brandea
- Od istočnog dijela Herninga do Snejbjerga
- Od Herninga do Aarhusa

Također, Herning ima zračnu luku.

## Poznati stanovnici općine
- 1948. – Rudy Frederiksen, direktor spotova
- 1949. – Kristen Nygaard Kristensen, nogometaš
- 1950. – Helge Sander, danski ministar znanosti, tehnologije i inovacija
- 1952. – Moses Hansen, planinar i evanđelist
- 1960. – Jan Linnebjerg, glumac
- 1964. – Bjarne Riis, biciklist
- 1965. – Anne-Grethe Bjarup Riis, glumica
- 1969. – Claus Elming, sportski novinar
- 1970. – Jimmy Bøjgaard, sportski novinar
- 1972. – Mogens Christiansen, igrač kriketa
- 1973. – Michael Blaudzun, biciklist
- 1974. – Kenneth Jonassen, igrač badmintona
- 1974. -- Peter Lodahl, pjevač opere
- 1980. – Ellen Trane Nørby, političarka
- 1980. – Lisbeth Østergaard, TV-novinarka
- 1980. – Jesper Nøddesbo, rukometaš
- 1984. – Frans Nielsen, hokejaš
- 1986. – Peter Regin, hokejaš
- 1986. – Michael Pedersen, igrač kriketa
- 1989. – Marcell van Enckevort, igrač floorballa